# بلکی گجیان
بلکی گجیان ( انگلیسی: Michael "Blackie" Gejeian؛ ۲۴ ژوئن ۱۹۲۶ – ۲ سپتامبر ۲۰۱۶) طراح خودرو ارمنی‌تبار اهل ایالات متحده آمریکا بود.

## زندگی‌نامه
وی در ۲۴ ژوئن ۱۹۲۶ در ایستون، کالیفرنیا به دنیا آمد  وی در ۲ سپتامبر ۲۰۱۶ در سن ۹۰ سالگی در فرزنو، کالیفرنیا درگذشت.

## نگارخانه

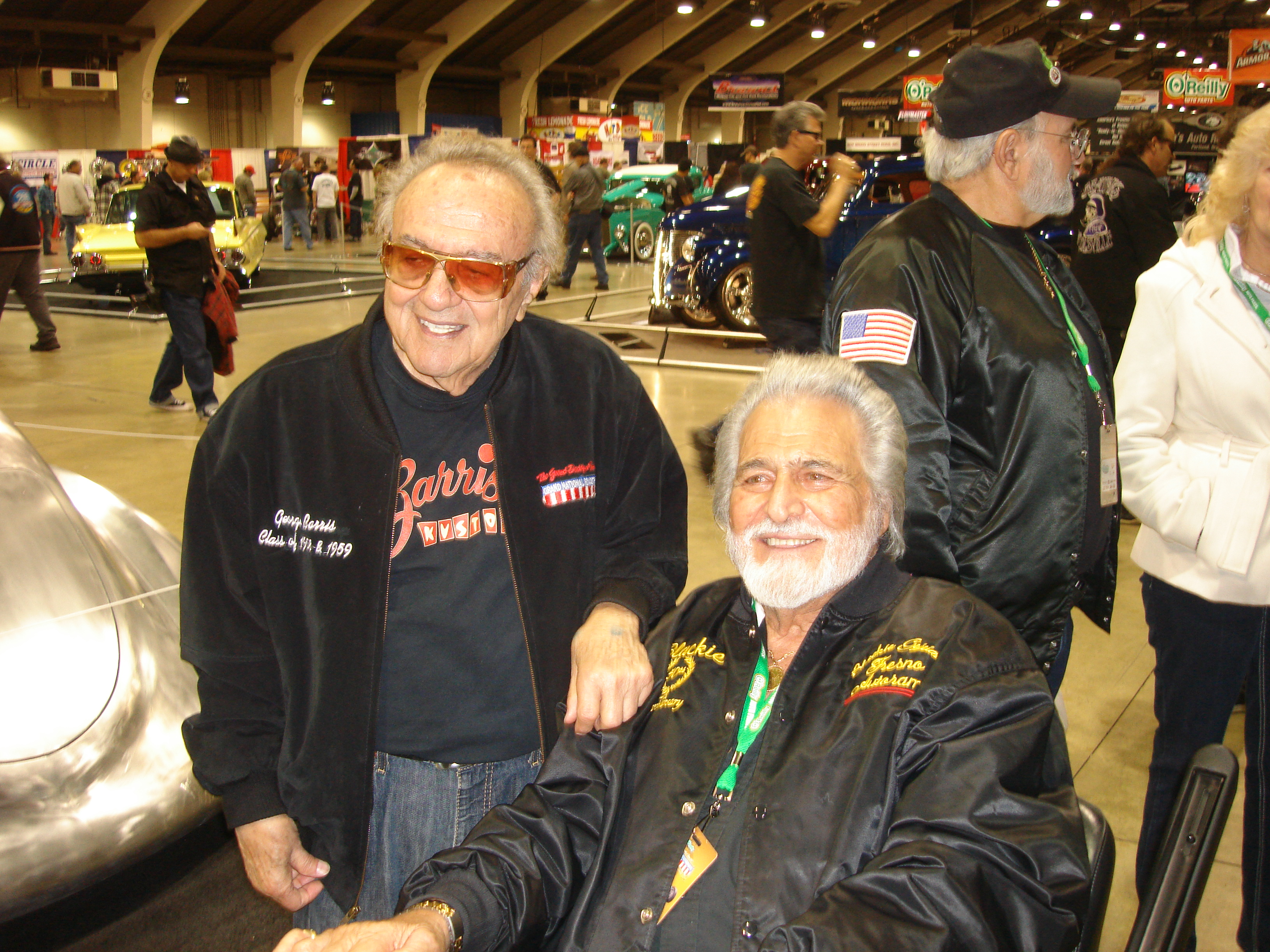